# (3699) Milbourn
(3699) Milbourn – planetoida z pasa głównego asteroid okrążająca Słońce w ciągu 3 lat i 262 dni w średniej odległości 2,4 au Została odkryta 29 października 1984 roku w Lowell Observatory (Anderson Mesa Station) przez Edwarda Bowella. Nazwa planetoidy pochodzi od Stanleya Williama Milbourna, redaktora okólników British Astronomical Association w latach 1969–1986, dyrektora sekcji komet w latach 1968–1977. Została zasugerowana przez Briana Marsdena. Przed nadaniem nazwy planetoida nosiła oznaczenie tymczasowe (3699) 1984 UC2